# Полапьонк
„Полапьонк“ (на исландски: Pollapönk) е исландска група, представила страната си на „Евровизия 2014“.
Сформирана е през 2006 година от 2 учители в детска градина – Хейдар Кристянсон („синия“) и Харалдур Гисласон (Хайли, „червения“), учили за такива в Исландския университет. Хейдар и Харалдур са и членове на група, оказваща подкрепа на исландски футболен отбор. По-късно, през 2007 година, към тях се присъединяват Гудни Финсон („жълтия“) и Арнар Гисласон („розовия“), дошли от други две групи.
Музиката им цели да се хареса както на деца, така и на големи. Участвали са в детски програми на исландската национална телевизия.
Към 2014 година имат издадени три албума: „Pollapönk“ (2006), „Meira Pollapönk“ (май 2010), „Aðeins Meira Pollapönk“ (2011).